# Güterverkehrszentrum Ingolstadt

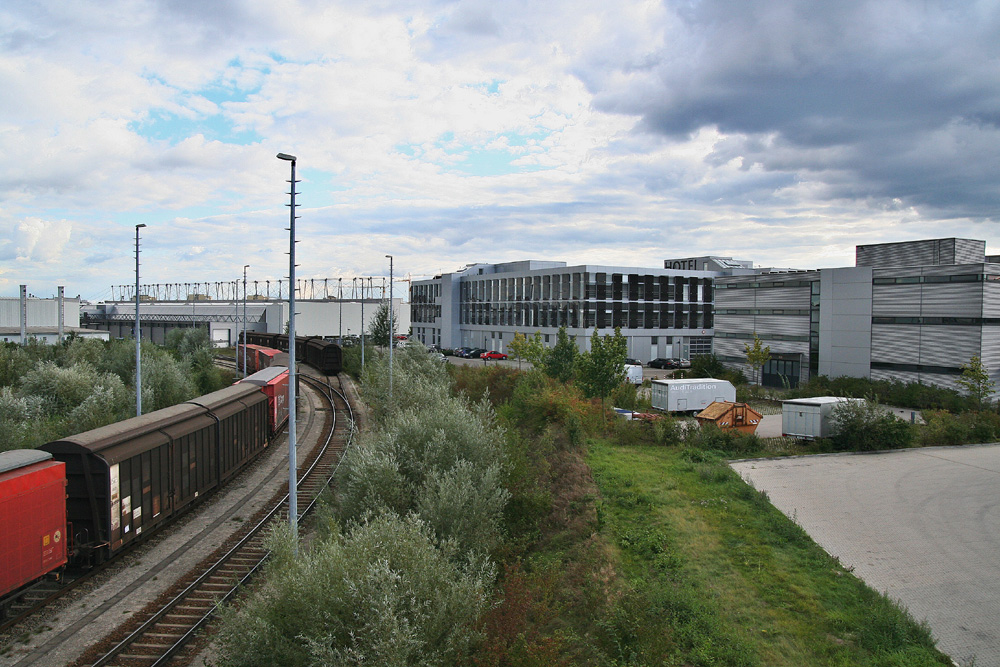
Blick über einen Teil des Güterverkehrszentrums

Das Güterverkehrszentrum Ingolstadt (abgekürzt: GVZ Ingolstadt) ist ein Güterverkehrszentrum, das sich unmittelbar neben dem Audi-Werksgelände am nördlichen Stadtrand der oberbayerischen Stadt Ingolstadt befindet. Es wurde 1995 errichtet, um die Zulieferbetriebe der Audi AG näher an das Werksgelände heranzuführen, und ist seitdem stetig gewachsen. 
Aktuell hat der Industriepark des GVZ Ingolstadt eine Gesamtfläche von 83 ha (830.000 m²), auf der sich zehn Hallen mit einer Nutzfläche von 220.000 m² befinden. Diese setzt sich zusammen aus 140.000 m² Fläche für Produktion und Lager, 60.000 m² übrige Flächen für Dienstleister und 20.000 m² Bürofläche. Das Güterverkehrszentrum verfügt über einen Container-Umschlagbahnhof mit KLV-Terminal, an dem rund 30.000 Ladeeinheiten (Stand: 2005) umgeschlagen werden. Das Werksgelände der Audi AG ist durch eine speziell zu diesem Zweck errichtete Verbindungsbrücke mit dem GVZ Ingolstadt verbunden. Im Bereich des Güterverkehrszentrum befindet sich darüber hinaus eine große Tankstelle, im Gebäude J ist das 4-Sterne-Hotel „Hotel im GVZ“ mit einer Größe von 70 Zimmern untergebracht.

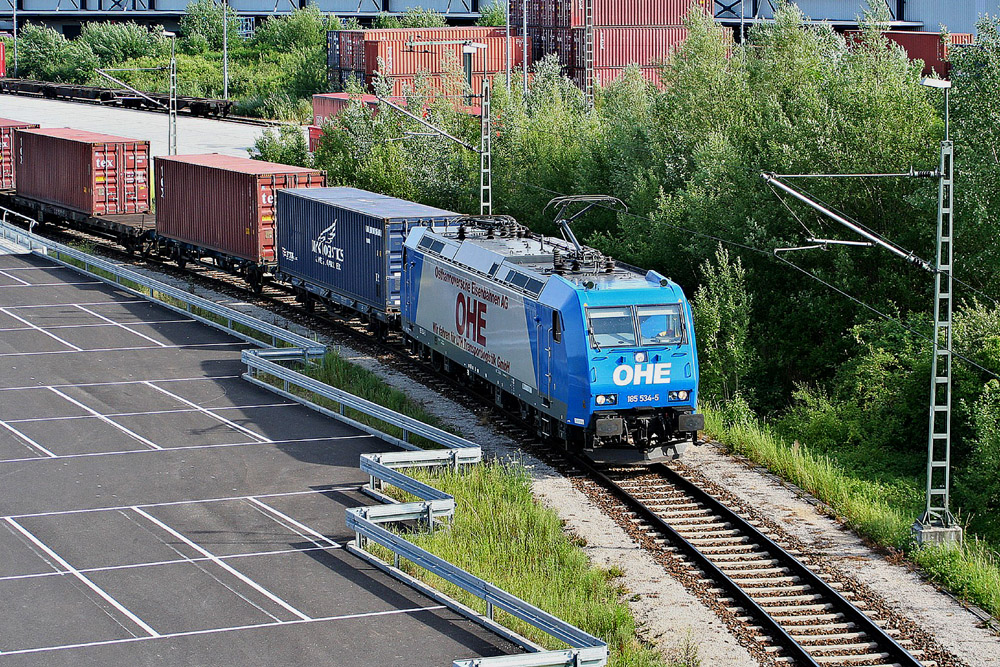
Gleisanschluss des GVZ Ingolstadt mit Güterzug

Das Ingolstädter GVZ ist durch einen großteils elektrifizierten Gleisanschluss an den Bahnhof Ingolstadt Nord Umschlagbahnhof an die Bahnstrecke München–Treuchtlingen angebunden. Dieses zweigleisige Stammgleis verzweigt sich auf dem GVZ-Gelände in sechs einzelne Ladegleise. Die zwei großen Rangierbahnhöfe der Stadt, der Nord- und Hauptbahnhof sind etwa 3,5 km bzw. 6,9 km auf dem Schienenweg entfernt. 
Die Anschlussstelle Ingolstadt Nord der A 9 ist etwa 6,3 km vom GVZ Ingolstadt entfernt, zur Autobahnausfahrt Lenting sind es rund 8,7 km. Die Bundesstraßen 13 und 16 sind rund 2 km entfernt.